# Kontich
Kontich – miejscowość i gmina (gemeente) w Belgii, w Regionie Flamandzkim, w prowincji Antwerpia, w okręgu Antwerpia. 1 stycznia 2024 roku zamieszkana przez 21 693 osoby.

## Podział administracyjny
W skład gminy wchodzi jedna dzielnica (deelgemeente):
- Waarloos